# Podčetrtek
Podčetrtek – wieś w Słowenii, siedziba gminy Podčetrtek. W 2018 roku liczyła 545 mieszkańców.

## Zabytki
- Zamek Podčetrtek